# Vitamins and Crash Helmets Tour - Greatest Hits Live
Vitamins and Crash Helmets Tour - Greatest Hits Live è un live album dei Dangerous Toys, uscito il 23 novembre 1999 per l'Etichetta discografica Deadline Records/Cleopatra Records.

## Il Disco
Durante la loro carriera, i Dangerous Toys pubblicarono i loro 4 album in studio per diverse etichette, e per la Cleopatra Records non era facile ottenere i diritti per pubblicare un "Greatest Hits" contenente le versioni originali dei brani più famosi della band; l'etichetta quindi decise di pubblicare questo "Greatest Hits Live: Vitamins And Crash Helmets Tour". Le tracce ri-registrate, risultate di buona qualità composero questo live album per tutti i più grandi fans del gruppo texano.

## Tracce
1. Outlaw (Dangerous Toys) 3:46
2. Take Me Drunk (Dangerous Toys) 3:59
3. Queen of the Nile (Dangerous Toys) 3:34
4. Bones in the Gutter (Dangerous Toys) 3:25
5. Sport'n a Woody (Dangerous Toys) 3:23
6. Scared (Dangerous Toys) 4:17
7. Teas'n Pleas'n (Dangerous Toys) 5:01
8. Best of Friends (Dangerous Toys) 5:28
9. Angel N. U. (Dangerous Toys) 5:10
10. Ten Boots (Dangerous Toys) 3:07
11. Line 'Em Up (Dangerous Toys) 3:01
12. Gimme' No Lip (Dangerous Toys) 3:19
13. Gunfighter for Love (Dangerous Toys) 3:52
14. Promise the Moon (Dangerous Toys) 3:56
15. Pissed (Dangerous Toys) 3:52
16. Share the Kill (Dangerous Toys) 3:22
17. Transmission (Dangerous Toys) 5:33
18. Dangerous Toys (Dangerous Toys) 5:03

## Formazione
- Jason McMaster - voce
- Paul Lidel - chitarra
- Scott Dalhover - chitarra
- Danny Aaron - chitarra
- Mike Watson - basso
- Michael Hannon - basso
- Mark Geary - batteria